# Deutsche Kurzbahnmeisterschaften 2000
Die Deutschen Kurzbahnmeisterschaften 2000 im Schwimmen fanden vom 1. bis 3. Dezember 2000 im Freiburger Westbad statt und wurden vom SSV Freiburg organisiert. Der Veranstalter war der Deutsche Schwimm-Verband. Der Wettkampf diente gleichzeitig als Qualifikationswettkampf für die Kurzbahneuropameisterschaften 2000 in Valencia. Es wurden bei Männern und Frauen Wettkämpfe in je 18 Disziplinen ausgetragen, an denen 425 Aktive aus 133 Vereine an den Start gingen.
Während der Meisterschaften wurden fünf neue deutsche Rekorde aufgestellt.
| Disziplin           | Männer           | Männer                  | Männer   | Frauen          | Frauen                    | Frauen   |
| Disziplin           | Name             | Verein                  | Zeit     | Name            | Verein                    | Zeit     |
| 050 m Freistil      | Thomas Winkler   | SSF Singen              | 00:22,22 | Petra Dallmann  | SC Neptun Umkirch         | 00:25,60 |
| 100 m Freistil      | Thomas Rupprath  | SG Neuss                | 00:48,93 | Alessa Ries     | TG Heddesheim             | 00:55,48 |
| 200 m Freistil      | Christian Keller | SG Essen                | 01:47,09 | Alessa Ries     | TG Heddesheim             | 02:00,12 |
| 400 m Freistil      | Heiko Hell       | Elmshorner MTV          | 03:47,82 | Alessa Ries     | TG Heddesheim             | 04:13,01 |
| 800 m Freistil      | Heiko Hell       | Elmshorner MTV          | 07:55,76 | Britta Kamrau   | PSV Rostock               | 08:46,89 |
| 1500 m Freistil0    | Heiko Hell       | Elmshorner MTV          | 15:04,48 | Britta Kamrau   | PSV Rostock               | 16:49,76 |
| 050 m Brust         | Michael Fischer  | SSG Reutlingen/Tübingen | 00:27,70 | Desirée Mahle   | SG Remscheid              | 00:31,91 |
| 100 m Brust         | Michael Fischer  | SSG Reutlingen/Tübingen | 00:59,56 | Vipa Bernhardt  | SG Frankfurt              | 01:09,55 |
| 200 m Brust         | Michael Fischer  | SSG Reutlingen/Tübingen | 02:11,27 | Vipa Bernhardt  | SG Frankfurt              | 02:27,07 |
| 050 m Schmetterling | Thomas Rupprath  | SG Neuss                | 00:23,64 | Marietta Uhle   | Wasserfreunde St. Ingbert | 00:27,44 |
| 100 m Schmetterling | Thomas Rupprath  | SG Neuss                | 00:51,30 | Annika Mehlhorn | SG ACT / Baunatal         | 00:59,18 |
| 200 m Schmetterling | Thomas Rupprath  | SG Neuss                | 01:58,15 | Annika Mehlhorn | SG ACT / Baunatal         | 02:08,81 |
| 050 m Rücken        | Thomas Rupprath  | SG Neuss                | 00:24,27 | Janine Pietsch  | SC Riesa                  | 00:28,50 |
| 100 m Rücken        | Steffen Driesen  | SG Bayer                | 00:53,61 | Janine Pietsch  | SC Riesa                  | 01:01,23 |
| 200 m Rücken        | Steffen Driesen  | SG Bayer                | 01:58,49 | Saskia Mehlhorn | SG ACT / Baunatal         | 02:14,64 |
| 100 m Lagen         | Christian Keller | SG Essen                | 00:55,58 | Annika Mehlhorn | SG ACT / Baunatal         | 01:01,67 |
| 200 m Lagen         | Christian Keller | SG Essen                | 01:59,01 | Annika Mehlhorn | SG ACT / Baunatal         | 02:11,93 |
| 400 m Lagen         | Jochen Hanz      | SG Neukölln Berlin      | 04:14,48 | Annika Mehlhorn | SG ACT / Baunatal         | 04:42,39 |

1. ↑  Deutscher Altersklassenrekord für 19-Jährige
2. 1 2 3  Deutscher Altersklassenrekord für 18-Jährige
3. ↑  Deutscher Altersklassenrekord für 16-Jährige
4. 1 2 3  neuer DSV-Rekord
5. 1 2 3  Deutscher Altersklassenrekord für 17-Jährige

## Randnotizen
Thomas Rupprath stellte in den Vorläufen über 50 m und 100 m Schmetterling neue deutsche Rekorde auf (0:23,82/0:52,05), die er dann noch einmal in den Finalläufen verbessern konnte.